# イーシュヴァリー・シング
イーシュヴァリー・シング（Ishvari Singh, 1721年 - 1750年12月12日）は、北インドのラージャスターン地方、アンベール王国の君主（在位：1743年 - 1750年）。

## 生涯
1721年、アンベール王国の君主ジャイ・シング2世の息子として、アンベールで誕生した。
1743年9月、父王ジャイ・シング2世が死亡したことにより、王位を継承した。
1750年12月12日、イーシュヴァリー・シングはジャイプルで死亡し、弟のマードー・シングが王位を継承した。